# 薩爾坎德區

薩爾坎德區是哈薩克斯坦的一個區，位於該國東南部，由杰特苏州負責管轄，首府設於萨尔坎德，面積9,400平方公里，2013年該區人口40,863。中哈边境阿拉山口哈萨克斯坦一侧的多斯特克位于此区。